# Zyriańskie Zagłębie Węglowe

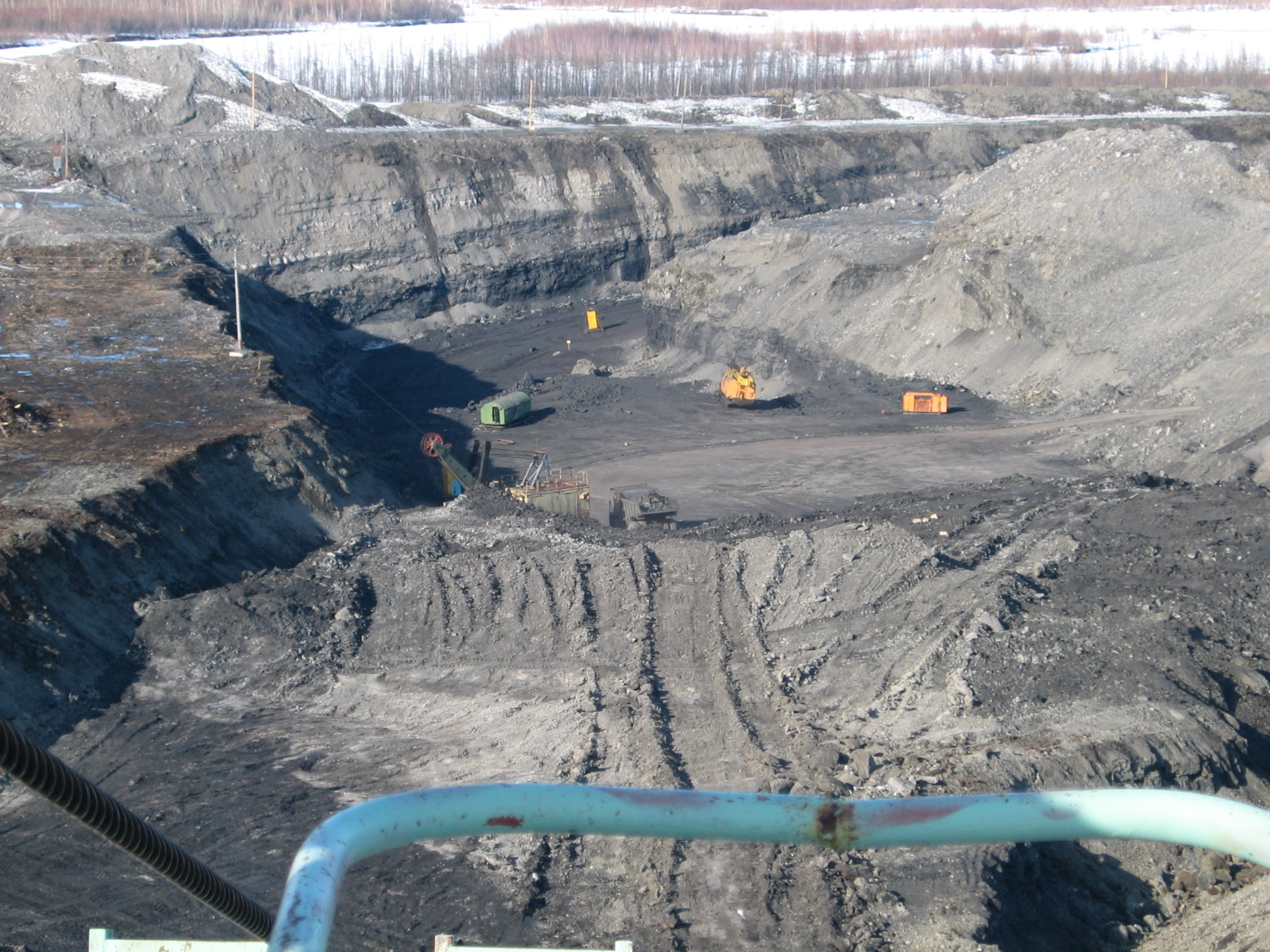
Odkrywkowa kopalnia węgla w Zyriance, fot. 2004

Zyriańskie Zagłębie Węglowe (ros. Зырянский угольный бассейн) – zagłębie węgla kamiennego w azjatyckiej części Rosji, w Jakucji.
Leży w dorzeczach rzek: Momy i Zyrianki, w Górach Czerskiego oraz na ich przedgórzu. Powierzchnia ok. 7 tys. km²; pokłady zalegają na głębokości do 7000 m. Zbadane zasoby ok. 250 mln ton, potencjalne ocenia się na 30 mld ton. Wydobycie ok. 250 tys. ton rocznie (1994). Główne ośrodki wydobycia: Zyrianka, Ugolnyj.
Eksploatacja od 1935 roku, w początkowym okresie głównie przez więźniów GUŁagu.